# Liste der Baudenkmäler in Olang
Die Liste der Baudenkmäler in Olang (italienisch Valdaora) enthält die 28 als Baudenkmäler ausgewiesenen Objekte auf dem Gebiet der Gemeinde Olang in Südtirol.
Basis ist das im Internet einsehbare offizielle Verzeichnis der Baudenkmäler in Südtirol. Dabei kann es sich beispielsweise um Sakralbauten, Wohnhäuser, Bauernhöfe und Adelsansitze handeln. Die Reihenfolge in dieser Liste orientiert sich an der Bezeichnung, alternativ ist sie auch nach der Adresse oder dem Datum der Unterschutzstellung sortierbar.

## Liste
| Foto |                 | Bezeichnung                                                                    | Standort                     | Eintragung                   | Beschreibung                  | Metadaten                                           |
| ---- | --------------- | ------------------------------------------------------------------------------ | ---------------------------- | ---------------------------- | ----------------------------- | --------------------------------------------------- |
| BW   | Datei hochladen | Bergfaller ID: 16356                                                           | 46° 44′ 59″ N, 12° 0′ 43″ O  | 29. Sep. 1986 (BLR-LAB 5455) | Ländliches Wohnhaus/Bauernhof | KG: Olang Bauparzelle: 82                           |
| ja   | Datei hochladen | Bildstock in Mitterolang ID: 16372                                             | 46° 45′ 35″ N, 12° 1′ 50″ O  | 29. Sep. 1986 (BLR-LAB 5455) | Bildstock                     | KG: Olang Bauparzelle: 1391                         |
| BW   | Datei hochladen | Bildstock in Niederolang (Wieserstöckl) ID: 16371                              | 46° 45′ 55″ N, 12° 1′ 1″ O   | 5. Sep. 1988 (BLR-LAB 5704)  | Bildstock                     | KG: Olang Grundparzelle: 324                        |
| ja   | Datei hochladen | Friedhofskapelle und Friedhof in Oberolang ID: 16368                           | 46° 45′ 29″ N, 12° 2′ 41″ O  | 29. Sep. 1986 (BLR-LAB 5455) | Kapelle                       | KG: Olang Bauparzelle: 319 Grundparzelle: 3620      |
| BW   | Datei hochladen | Gasserhaus ID: 16369                                                           | 46° 45′ 29″ N, 12° 2′ 24″ O  | 29. Sep. 1986 (BLR-LAB 5455) | Ländliches Wohnhaus/Bauernhof | KG: Olang Bauparzelle: 368                          |
| BW   | Datei hochladen | Gruns ID: 16361                                                                | 46° 43′ 51″ N, 11° 59′ 45″ O | 29. Sep. 1986 (BLR-LAB 5455) | Ländliches Wohnhaus/Bauernhof | KG: Olang Bauparzelle: 143                          |
| BW   | Datei hochladen | Johanneskapelle beim Pueland ID: 16376                                         | 46° 45′ 23″ N, 12° 3′ 6″ O   | 29. Sep. 1986 (BLR-LAB 5455) | Kapelle                       | KG: Olang Grundparzelle: 3331                       |
| BW   | Datei hochladen | Kapelle beim Innermitter ID: 16370                                             | 46° 45′ 3″ N, 12° 0′ 15″ O   | 29. Sep. 1986 (BLR-LAB 5455) | Kapelle                       | KG: Olang Bauparzelle: 454                          |
| BW   | Datei hochladen | Kapelle beim Kofler ID: 16375                                                  | 46° 45′ 52″ N, 12° 3′ 15″ O  | 29. Sep. 1986 (BLR-LAB 5455) | Kapelle                       | KG: Olang Grundparzelle: 3164                       |
| BW   | Datei hochladen | Maria-Hilf-Kapelle in Bad Schartl ID: 16353                                    | 46° 45′ 33″ N, 12° 0′ 5″ O   | 29. Sep. 1986 (BLR-LAB 5455) | Kapelle                       | KG: Olang Bauparzelle: 64                           |
| ja   | Datei hochladen | Nassenweger ID: 18072                                                          | 46° 46′ 13″ N, 12° 0′ 55″ O  | 13. März 1989 (BLR-LAB 1506) | Ländliches Wohnhaus/Bauernhof | KG: Olang Bauparzelle: 1070, 51                     |
| BW   | Datei hochladen | Niederegg ID: 16360                                                            | 46° 44′ 43″ N, 11° 59′ 59″ O | 29. Sep. 1986 (BLR-LAB 5455) | Ländliches Wohnhaus/Bauernhof | KG: Olang Bauparzelle: 117                          |
| BW   | Datei hochladen | Oberegg ID: 16359                                                              | 46° 44′ 43″ N, 11° 59′ 46″ O | 29. Sep. 1986 (BLR-LAB 5455) | Ländliches Wohnhaus/Bauernhof | KG: Olang Bauparzelle: 115                          |
| BW   | Datei hochladen | Oberhof mit Kapelle ID: 16354                                                  | 46° 45′ 10″ N, 12° 0′ 7″ O   | 29. Sep. 1986 (BLR-LAB 5455) | Ländliches Wohnhaus/Bauernhof | KG: Olang Bauparzelle: 72/2, 73                     |
| ja   | Datei hochladen | Pfarrkirche Maria Himmelfahrt in Oberolang ID: 18071                           | 46° 45′ 27″ N, 12° 2′ 26″ O  | 13. März 1989 (BLR-LAB 1506) | Kirche                        | KG: Olang Bauparzelle: 364                          |
| ja   | Datei hochladen | Pfarrkirche St. Petrus und Agnes mit Friedhofskapelle in Niederolang ID: 16350 | 46° 46′ 4″ N, 12° 1′ 1″ O    | 29. Sep. 1986 (BLR-LAB 5455) | Kirche                        | KG: Olang Bauparzelle: 1, 2 Grundparzelle: 1        |
| ja   | Datei hochladen | Pfarrkirche St. Wolfgang mit Umfriedung in Geiselsberg ID: 16358               | 46° 44′ 52″ N, 12° 0′ 9″ O   | 29. Sep. 1986 (BLR-LAB 5455) | Kirche                        | KG: Olang Bauparzelle: 110 Grundparzelle: 752/2     |
| BW   | Datei hochladen | Pfarrwidum in Geiselsberg ID: 16357                                            | 46° 44′ 51″ N, 12° 0′ 10″ O  | 29. Sep. 1986 (BLR-LAB 5455) | Widum/Kanonikerhaus           | KG: Olang Bauparzelle: 108                          |
| ja   | Datei hochladen | Pfarrwidum in Niederolang ID: 16351                                            | 46° 46′ 5″ N, 12° 0′ 59″ O   | 29. Sep. 1986 (BLR-LAB 5455) | Widum/Kanonikerhaus           | KG: Olang Bauparzelle: 3, 4 Grundparzelle: 2/1, 2/2 |
| BW   | Datei hochladen | Pörnbach ID: 16367                                                             | 46° 45′ 22″ N, 12° 3′ 31″ O  | 29. Sep. 1986 (BLR-LAB 5455) | Ländliches Wohnhaus/Bauernhof | KG: Olang Bauparzelle: 314                          |
| BW   | Datei hochladen | Preindlerkapelle in Niederolang ID: 16364                                      | 46° 46′ 4″ N, 12° 1′ 11″ O   | 29. Sep. 1986 (BLR-LAB 5455) | Kapelle                       | KG: Olang Bauparzelle: 256                          |
| ja   | Datei hochladen | Rienzbrücke in Olang ID: 50534                                                 | 46° 46′ 17″ N, 12° 1′ 59″ O  | 3. Mai 2010 (BLR-LAB 734)    | Brücke                        | KG: Olang Grundparzelle: 4189/1                     |
| ja   | Datei hochladen | Spitziges Stöckl ID: 16373                                                     | 46° 45′ 33″ N, 12° 1′ 16″ O  | 29. Sep. 1986 (BLR-LAB 5455) | Bildstock                     | KG: Olang Grundparzelle: 2429/2                     |
| ja   | Datei hochladen | St. Ägidius in Mitterolang ID: 16363                                           | 46° 45′ 37″ N, 12° 1′ 49″ O  | 29. Sep. 1986 (BLR-LAB 5455) | Kirche                        | KG: Olang Bauparzelle: 177                          |
| ja   | Datei hochladen | St. Theobald in Bad Bergfall ID: 16362                                         | 46° 43′ 54″ N, 12° 0′ 15″ O  | 13. März 1989 (BLR-LAB 1506) | Kirche                        | KG: Olang Bauparzelle: 153                          |
| ja   | Datei hochladen | Tharer-Stöckl in Mitterolang ID: 16366                                         | 46° 45′ 46″ N, 12° 1′ 41″ O  | 29. Sep. 1986 (BLR-LAB 5455) | Bildstock                     | KG: Olang Bauparzelle: 281                          |
| ja   | Datei hochladen | Tharerdenkmal ID: 16374                                                        | 46° 45′ 39″ N, 12° 1′ 47″ O  | 29. Sep. 1986 (BLR-LAB 5455) | Denkmal                       | KG: Olang Grundparzelle: 2550                       |
| BW   | Datei hochladen | Unterbründl ID: 16365                                                          | 46° 46′ 6″ N, 12° 1′ 10″ O   | 29. Sep. 1986 (BLR-LAB 5455) | Ländliches Wohnhaus/Bauernhof | KG: Olang Bauparzelle: 270/1                        |

Falls bei einem Baudenkmal keine Koordinaten bekannt sind, werden ersatzweise die Katasterdaten zum Zeitpunkt der Unterschutzstellung angegeben. Diese sind weder offiziell noch zwingend aktuell.
Die vom Landesdenkmalamt übernommenen Adressen können veraltet sein.
| Foto:   | Fotografie des Denkmals. Klicken des Fotos erzeugt eine vergrößerte Ansicht. Daneben finden sich zwei Symbole: |
| ID      | Identifikator beim Südtiroler Landesdenkmalamt                                                                 |
| KG      | Katastralgemeinde                                                                                              |
| MD      | Ministerialdekret                                                                                              |
| BLR-LAB | Beschluss der Landesregierung – Landesausschussbeschluss                                                       |